# 和平桥 (乌兰巴托)

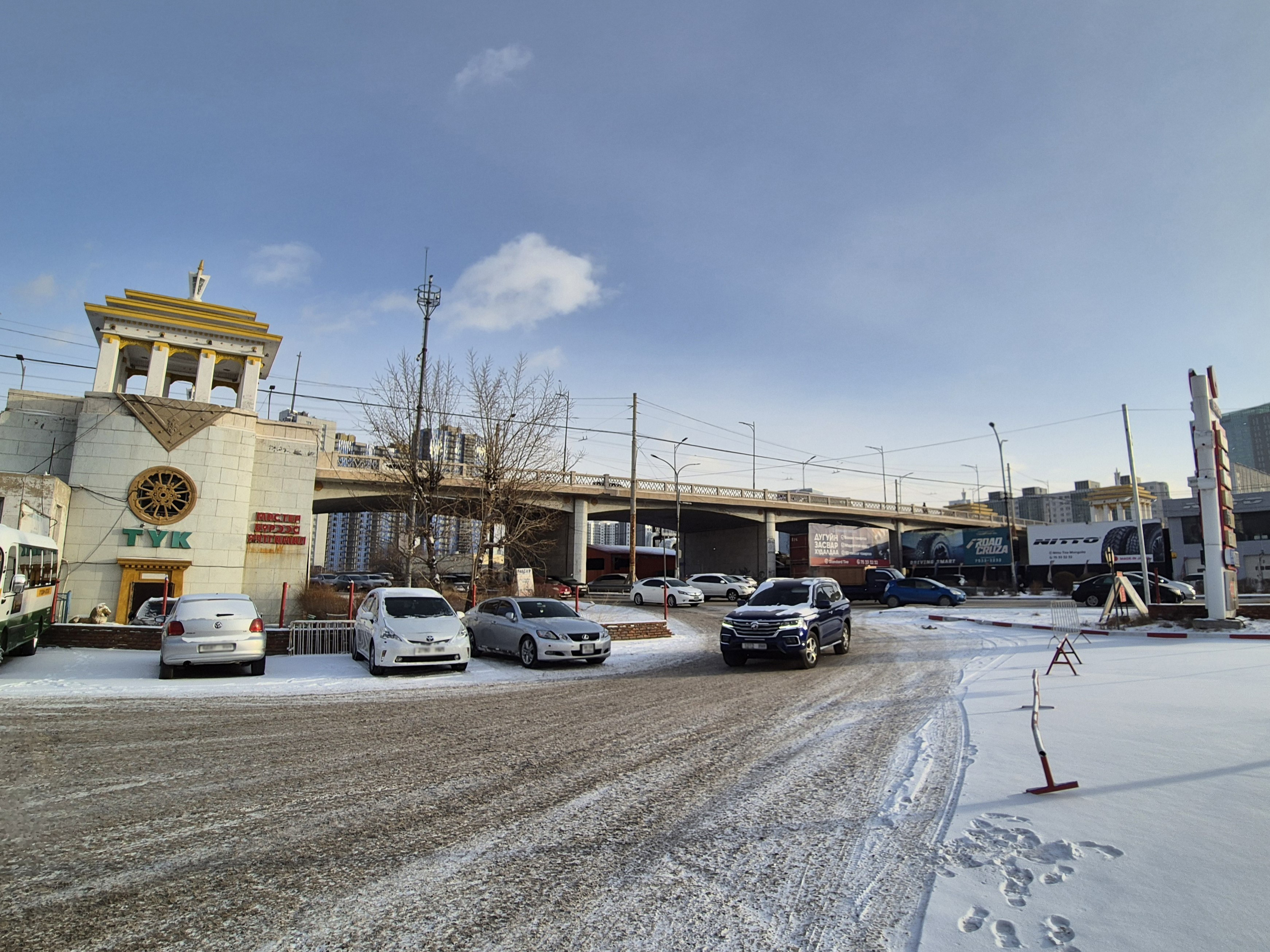
和平桥

和平桥是蒙古国首都乌兰巴托的一座主要桥梁。

## 简介
和平桥建于1963年，由中华人民共和国援建。后因因年久失修，2005年，中华人民共和国派出工作人员对该桥进行检查，并制订了维修方案。2006年4月7日，中华人民共和国驻蒙古国大使宣布，中华人民共和国同蒙古国日前签订了和平桥维修施工协议，来自中国工人从2006年5月起对和平桥进行维修。 